# Gaya sylvatica
Gaya sylvatica är en malvaväxtart som först beskrevs av Antonio José Cavanilles, och fick sitt nu gällande namn av Antonio Krapovickas. Gaya sylvatica ingår i släktet Gaya och familjen malvaväxter. Inga underarter finns listade i Catalogue of Life.